# Приозерне (Сандиктауський район)
Приозе́рне (каз. Приозёрное) — село у складі Сандиктауського району Акмолинської області Казахстану. Адміністративний центр Жамбильського сільського округу.
Населення — 622 особи (2021; 675 у 2009, 856 у 1999, 1247 у 1989).
Національний склад станом на 1989 рік:
- росіяни — 65 %.